# スティーブ・ガルシア
スティーブ・ガルシア（Steve Garcia、1992年5月22日 - ）は、アメリカ合衆国の男性総合格闘家。ニューメキシコ州アルバカーキ出身。ジャクソン・ウィンクMMA所属。UFC世界フェザー級ランキング12位。

## 来歴
友人の影響で、15歳の時にグレッグ・ジャクソンのサテライト・ジムで総合格闘技のトレーニングを始めた。その後、クリス・ラトレルのジムでキックボクシングとブラジリアン柔術のトレーニングを積み、最終的にジャクソン・ウィンクMMAに移籍した。
2013年9月18日、プロ総合格闘技デビュー。Bellator等の団体に参戦し、9勝3敗の戦績を残した。
2019年8月20日、Dana White's Contender Series 25でデスモンド・トーレスと対戦し、パウンドで1RTKO勝ちを収めたが、前日計量でガルシアはバンタム級リミットから3ポンド体重超過したため、UFCとの契約を逃した。

### UFC
2020年2月29日、UFC初参戦となったUFC Fight Night: Benavidez vs. Figueiredoでルイス・ペーニャと対戦し、0-3の判定負け。
2022年10月29日、フェザー級復帰戦となったUFC Fight Night: Kattar vs. Allenでチェイス・フーパーと対戦し、左フックでダウンを奪いパウンドで1RTKO勝ち。パフォーマンス・オブ・ザ・ナイトを受賞した。
2024年7月20日、UFC on ESPN: Lemos vs. Jandirobaでチェ・スンウと対戦し、左ストレートでダウンを奪いパウンドで1RTKO勝ち。パフォーマンス・オブ・ザ・ナイトを受賞した。
2024年9月7日、UFC Fight Night: Burns vs. Bradyでカイル・ネルソンと対戦し、グラウンドの肘打ち連打で1RTKO勝ち。2試合連続のパフォーマンス・オブ・ザ・ナイトを受賞した。この試合はネルソンの体重超過により、148.5ポンド契約で行われた。
2025年7月12日、UFC on ESPN: Lewis vs. Teixeiraでフェザー級ランキング14位のカルヴィン・ケイターと対戦し、3-0の判定勝ち。6連勝となった。

## 戦績

### 総合格闘技
| 総合格闘技 戦績 | 総合格闘技 戦績 | 総合格闘技 戦績 | 総合格闘技 戦績 | 総合格闘技 戦績 | 総合格闘技 戦績 | 総合格闘技 戦績 |
| --------------- | --------------- | --------------- | --------------- | --------------- | --------------- | --------------- |
| 23 試合         | (T)KO           | 一本            | 判定            | その他          | 引き分け        | 無効試合        |
| 18 勝           | 14              | 0               | 4               | 0               | 0               | 0               |
| 5 敗            | 1               | 1               | 3               | 0               | 0               | 0               |

| 勝敗 | 対戦相手                   | 試合結果                               | 大会名                                    | 開催年月日     |
| ○    | カルヴィン・ケイター       | 5分3R終了 判定3-0                      | UFC on ESPN 70: Lewis vs. Teixeira        | 2025年7月12日  |
| ○    | カイル・ネルソン           | 1R 3:59 TKO（グラウンドの肘打ち連打）  | UFC Fight Night: Burns vs. Brady          | 2024年9月7日   |
| ○    | チェ・スンウ               | 1R 1:36 TKO（左ストレート→パウンド）   | UFC on ESPN 60: Lemos vs. Jandiroba       | 2024年7月20日  |
| ○    | メルキザエル・コスタ       | 2R 1:01 KO（グラウンドの肘打ち連打）   | UFC Fight Night: Song vs. Gutiérrez       | 2024年9月7日   |
| ○    | シャイラン・ヌアダンビク   | 2R 0:36 TKO（左ボディブロー→パウンド） | UFC 287: Pereira vs. Adesanya 2           | 2023年4月8日   |
| ○    | チェイス・フーパー         | 1R 1:32 TKO（左フック→パウンド）       | UFC Fight Night: Kattar vs. Allen         | 2022年10月29日 |
| ×    | マハシャテ                 | 1R 1:14 KO（右ストレート）             | UFC 275: Teixeira vs. Procházka           | 2022年6月12日  |
| ○    | チャーリー・オンティべロス | 2R 1:51 TKO（パウンド）                | UFC Fight Night: Dern vs. Rodriguez       | 2021年10月8日  |
| ×    | ルイス・ペーニャ           | 5分3R終了 判定0-3                      | UFC Fight Night: Benavidez vs. Figueiredo | 2021年10月8日  |
| ○    | チェペ・マリスカル         | 2R 2:27 TKO（肘打ち連打）              | LFA 80: Garcia vs. Marsical               | 2020年1月17日  |
| ○    | デスモンド・トーレス       | 1R 4:35 TKO（パウンド）                | Dana White's Contender Series 25          | 2019年8月20日  |
| ○    | アンドリュー・ホイットニー | 1R 3:27 TKO（パンチ連打）              | Jackson Wink Fight Night 5                | 2019年5月10日  |
| ○    | エイブル・カラム           | 5分3R終了 判定3-0                      | Jackson Wink Fight Night 4                | 2018年11月30日 |
| ×    | アーロン・クルーズ         | 1R 1:47 リアネイキドチョーク           | Jackson Wink Fight Night 3                | 2018年6月2日   |
| ×    | ジョー・ウォーレン         | 5分3R終了 判定0-3                      | Bellator 181: Girtz vs. Campos 3          | 2017年7月14日  |
| ○    | ロニー・ローレンス         | 5分3R終了 判定0-3                      | Bellator 162: Shlemenko vs. Grove         | 2016年10月21日 |
| ×    | リッキー・トゥルシオス     | 5分3R終了 判定1-2                      | Bellator 151: Warren vs. Caldwell         | 2016年3月4日   |
| ○    | エドゥアルド・ブスティロス | 1R 4:59 TKO（パンチ連打）              | Bellator 143: Warren vs. Davis            | 2015年9月25日  |
| ○    | キン・モイ                 | 5分3R終了 判定2-1                      | Bellator 123: Curran vs. Pitbull 2        | 2014年9月5日   |
| ○    | コーディ・ウォーカー       | 1R 0:39 KO（パンチ）                   | Bellator 121: Lins vs Heidlage            | 2014年6月6日   |
| ○    | クレイ・ガイ               | 2R 1:14 TKO（パンチ連打）              | Triple A MMA 4                            | 2014年1月16日  |
| ○    | ショーン・バンチ           | 3R 3:29 TKO（パンチ連打）              | Bellator 105                              | 2013年10月25日 |
| ○    | アラン・レルマ             | 2R 1:52 TKO（パンチ連打）              | Triple A MMA 1                            | 2013年4月28日  |

## 表彰
- UFC パフォーマンス・オブ・ザ・ナイト（3回）